# プフォルツハイム
プフォルツハイム（標準ドイツ語：Pforzheim、アレマン語: Pforze（プフォルツェ/プフォアツェ））は、ドイツ連邦共和国のバーデン＝ヴュルテンベルク州に属する都市。
また、装飾品や時計の製造業でも知られている。

## 概要
シュヴァルツヴァルトの端にあり、「シュヴァルツヴァルトの門」として知られている。人口は約11万9千人（2006年）。市領域の面積は 98km² であり、シュトゥットガルトおよびカールスルーエの都市間で、3本の川(即ちエンツ川、ナゴルド川、ヴュルム川)の合流点に位置しており、またバーデン地方とヴュルテンベルク地方の境界に近い位置にある。
住民構成は北には高地ドイツ語のうち上部ドイツ語に属する上部フランケン語の一方言の南フランケン語を言語とするフランケン人、南にはアレマン語の一方言の低地アレマン語を言語とするアレマン人が多い。

## 歴史
第二次世界大戦中に、プフォルツハイム市は何度も爆撃を受けた。その中でも最大の空爆であり、また、第二次世界大戦中の最も壊滅的な戦略爆撃のうちの1つであったのは、1945年2月23日の夜に英国空軍(RAF)によって行なわれた空爆である。町の人口の約4分の1、即ち17,000人以上が、この時の空爆で死亡し、町の建物の83%が破壊された。連合国は、プフォルツハイム市においてドイツの軍需産業に必要な精密機械が生産され、かつ、ドイツ軍の輸送センターとしての役割を果たしていると考え、爆撃を行った。
破壊された町の瓦礫は、戦後、町の郊外に盛られた。この瓦礫の山は「Wallberg」として知られており、現在では草木が茂る山となっている。終戦後ほぼ20年間で、プフォルツハイム市は徐々に再建され、今ではかなり現代的な外観を呈している。

## 地理
プフォルツハイム市は特別の郡に属していないにもかかわらず、エンツ郡 (Enzkreis)の郡庁所在地であり、シュヴァルツヴァルトの東北、クライフガウという、丘陵地帯の南に位置している。
町は主にエンツ川およびナゴルド川の両谷に沿い、谷の斜面および山の上にも広がっている。ウイルム区は町の中央から少し離れた場所でウイルム川に沿って位置している。市内ではエンツ川、ナゴルド川、ヴュルム川が合流している。このことから、「3つの谷の町」また「シュヴァルツヴァルトの門」と呼ばれている。
歴史をさかのぼると、古代ローマ人がエンツ川およびナゴルド川の合流点に近い場所に集落を形成しており、これも素晴しい地理条件によるものである。中世期にはこの地形のおかげで、プフォルツハイム市はシュヴァルツヴァルト地方の木材を、エンツ川、ネッカー川、ライン川を経て、遠くはオランダにまで運んだ筏流し貿易の中心にもなった。
プフォルツハイム市は、「人口密集地域カールスルーエ/プフォルツハイム」に属している。プフォルツハイムは、周辺の町や村にとって、「地方における中心都市」の機能を持っている。

### 市内の区
プフォルツハイム市は16の区より構成される。1970年代の行政改革の時にプフォルツハイムの行政の下に組み入れられた5区である「ビューヘンブロン区」(Büchenbronn)、「オイティンゲン区」(Eutingen)、「ホーヘンワルト区」(Hohenwart)、「フーヘンフェルド区」(Huchenfeld)、「ヴュルム区」(Würm)は、独立した区議会および区行政を持っている。これらの区に直接関連する重要事項は、区議会の見解を考慮に入れることが保証されているが、その最終決定はプフォルツハイムの市議会によってなされる。
- 中央区 (Innenstadt)
- 北区 (Nordstadt)
- 東区 (Oststadt)
- 南東区 (Südoststadt)
- 南西区 (Südweststadt)
- 西区 (Weststadt)
- アールリンゲル区 (Arlinger)
- ブレツインゲン区 (Brötzingen)
- ブケンベルク・ハーゲンシース区 (Buckenberg, Hagenschiess);  ここにはアルトゲフェル地区(Altgefäll)、ハイダッハ地区(Haidach) 、ワルドシードルング地区 (Waldsiedlung)が含まれている
- ビューヘンブロン区 (Büchenbronn); ここにはソンネンベルク地区(Sonnenberg) が含まれている
- ソンネンホーフ区 (Sonnenhof)
- ディルワイセンシュタイン区 (Dillweissenstein)
- オイティンゲン区 (Eutingen); ここにはモイラッフ地区(Mäuerach)が含まれている
- ホーヘンワルト区 (Hohenwart)
- フーヘンフェルド区 (Huchenfeld)
- ヴュルム区 (Würm)

### 行政合併
以前独立していた村が、以下に示すように、プフォルツハイム行政の下に組み入れられた。
| 日付          | 村                         | 面積の増加 [km2] |
| ------------- | -------------------------- | ---------------- |
| 1905年1月1日  | ブレツインゲン村           | 13.01            |
| 1913年1月1日  | ディルワイセンシュタイン村 | 4.612            |
| 1924年4月1日  | ハイダッハ地区の一部       | 0.76             |
| 1929年10月1日 | ハーゲンシース地区の一部   | 16.23            |
| 1971年9月1日  | ヴュルム村                 | 8.22             |
| 1972年4月1日  | ホーヘンワルト村           | 4.92             |
| 1974年1月1日  | ビューヘンブロン村         | 11.14            |
| 1975年1月1日  | フーヘンフェルド村         | 9.47             |
| 1975年9月20日 | オイティンゲン村           | 8.45             |

## プフォルツハイム出身の人物
- ハインリッヒ・ヴィーラント - 化学者
- ヴィンチェンツォ・グリフォ - プロサッカー選手
- マティアス・ツィンマーマン (1992年生のサッカー選手) - プロサッカー選手
- ロベルト・バウアー - プロサッカー選手
- マルクス・ボット - プロボクサー

## 教育
- プフォルツハイム大学

## 姉妹都市
- クロアチア オシエク
- ポーランド チェンストホヴァ